# Orthosia
Genre
Le genre Orthosia regroupe des lépidoptères (papillons) nocturnes de la famille des Noctuidae.
Note : Orthosia désigne aussi un genre de plantes de la famille des Apocynaceae dont les espèces Orthosia scoparia et Orthosia virgata (Poir.) E.Fourn.

## Classification

### Sous-genres
- O. (Euchoristea) : O. (E.) decorata – O. (E.) gozmanyi – O. (E.) limbata – O. (E.) reticulata (en)
- O. (Monima) :  O. (M.) albolineata – O. (M.) angustipennis – O. (M.) aoyamensis – O. (M.) cerasi – O. (M.) cruda – O. (M.) cypriaca – O. (M.) dalmatina – O. (M.) fluvilinea – O. (M.) huberti – O. (M.) jezoensis – O. (M.) luna – O. (M.) miniosa – O. (M.) nigrolinea – O. (M.) populeti – O. (M.) sordescens – O. (M.) volodia – O. (M.) yelai

- O. (Orthosia) : O. (O.) ariuna – O. (O.) conspecta – O. (O.) faqiri – O. (O.) feda – O. (O.) habeleri – O. (O.) limbata – O. (O.) manfredi – O. (O.) perfusca – O. (O.) picata – O. (O.) poecila – O. (O.) reshoefti – O. (O.) ronkayorum – O. (O.) wangwene
- O. (Poporthosia) : O. (P.) ryrholmi
- O. (Semiophora) : O. (S.) askoldensis – O. (S.) gothica – O. (S.) reserva

### Espèces
Selon (en) Fauna Europaea : Orthosia Ochsenheimer, 1816 (consulté le 7 janvier 2022) :
- sous-genre Cororthosia :
  - Orthosia gracilis (Denis & Schiffermüller, 1775)
  - Orthosia opima (Hübner, 1809)
- sous-genre Monima :
  - Orthosia cerasi (Fabricius, 1775) - Orthosie du cerisier
  - Orthosia cruda (Denis & Schiffermüller, 1775) - Orthosie farineuse
  - Orthosia cypriaca Hacker, 1996
  - Orthosia dalmatica (Wagner, 1909)
  - Orthosia miniosa (Denis & Schiffermüller, 1775)
  - Orthosia populeti (Fabricius, 1775)
  - Orthosia sordescens Hreblay, 1993
- sous-genre Orthosia :
  - Orthosia incerta (Hufnagel, 1766) - l'Inconstante[3]
- sous-genre Semiophora :
  - Orthosia gothica (Linnaeus, 1758) - Gothique

Liste plus complète
- Orthosia achsha
- Orthosia acutangula
- Orthosia addenda
- Orthosia agravens
- Orthosia albescens
- Orthosia albiceps (Hampson, 1894)
- Orthosia albomarginata
- Orthosia algula
- Orthosia alia
- Orthosia alishana (Sugi, 1986)
- Orthosia alurina Smith, 1902
- Orthosia ambigua
- Orthosia angustipennis
- Orthosia angustus
- Orthosia annulimacula Smith, 1891
- Orthosia aoyamensis (Matsumura, 1926)
- Orthosia apicata
- Orthosia ariuna (Hreblay, 1991)
- Orthosia arthrolita Harvey, 1875
- Orthosia askoldensis (Staudinger, 1892)
- Orthosia atra
- Orthosia atriluna (Ronkay & Ronkay, 1999)
- Orthosia aurifera
- Orthosia bastula
- Orthosia behrensiana Grote, 1875 (syn: Orthosia macona Smith, 1908)
- Orthosia benepicta
- Orthosia bicolor
- Orthosia biconifer
- Orthosia bimaculata / Orthosia bimaculatus
- Orthosia boursini Rungs, 1972
- Orthosia brevipennis
- Orthosia brucei
- Orthosia brunnea
- Orthosia caerulescens
- Orthosia caliginosa
- Orthosia caloramica
- Orthosia cana
- Orthosia carnipennis (Butler, 1878)
- Orthosia castanea (Sugi, 1986)
- Orthosia cedermarki Bryk, 1949
- Orthosia centrifasciata
- Orthosia cerasi (Fabricius, 1775)
- Orthosia circumscripta
- Orthosia circumsignata
- Orthosia clausa
- Orthosia collinita
- Orthosia columbaris
- Orthosia conflua
- Orthosia confluens
- Orthosia coniortota (Filipjev, 1927)
- Orthosia conjuncta
- Orthosia conspecta (Wileman, 1914)
- Orthosia constabilis
- Orthosia contacta
- Orthosia costijuncta
- Orthosia cruda (Denis & Schiffermüller, 1775) — petite orthosie
- Orthosia cypriaca (Hacker, 1996)
- Orthosia dalmatica (Wagner, 1909)
- Orthosia decorata (G. Ronkay, L. Ronkay, P. Gyulai & Hacker, 2010)
- Orthosia dentatelineata
- Orthosia diffusa
- Orthosia discomaculata
- Orthosia disticha Grote, 1875
- Orthosia donasa
- Orthosia dukinfieldi
- Orthosia ella (Butler, 1878)
- Orthosia elongata
- Orthosia erythrolita Grote, 1879
- Orthosia erythrolitoides
- Orthosia estrigata
- Orthosia evanida (Butler, 1879)
- Orthosia expuncta
- Orthosia extincta
- Orthosia faqiri Hreblay & Plante, 1994
- Orthosia fasciata
- Orthosia fausta Leech, 1889
- Orthosia feda Hreblay & Plante, 1994
- Orthosia ferrigera Smith, 1894
- Orthosia flavescens
- Orthosia flaviannula Smith, 1899
- Orthosia flavirena Moore, 1881
- Orthosia flavolinea (Richardson, 1958)
- Orthosia fluvilinea (Matsumura, 1926)
- Orthosia fringata
- Orthosia fuscata variante d'O. incerta
- Orthosia garmani Grote, 1879
- Orthosia gemina
- Orthosia geminatus
- Orthosia gothica (Linnaeus, 1758) — « caractère hébreux »
- Orthosia gothicina
- Orthosia gozmanyi (G. Ronkay, L. Ronkay, P. Gyulai & Hacker, 2010)
- Orthosia gracilis (Denis & Schiffermüller, 1775) — orthosie poudrée
- Orthosia grisea
- Orthosia griseor
- Orthosia griseovariegata
- Orthosia grisescens Hreblay & Ronkay, 1998
- Orthosia habeleri (Wiesmair, Shirvani & Ronkay, 2020)[4]
- Orthosia hamata
- Orthosia hamifera
- Orthosia harutai Yoshimoto, 1993
- Orthosia heckendorni
- Orthosia hepatica
- Orthosia hibisci (Guenée, 1852)
- Orthosia himalaya
- Orthosia hirsuta
- Orthosia hoferi (G. Ronkay, L. Ronkay, P. Gyulai & Hacker, 2010)
- Orthosia huberti (Hreblay & Ronkay, 1999)
- Orthosia ijimai Sugi, 1955
- Orthosia imitabilis Hreblay, 1993
- Orthosia immaculata
- Orthosia incerta (Hufnagel, 1766)
- Orthosia incognita
- Orthosia inflava
- Orthosia infrapicta
- Orthosia inherita
- Orthosia insciens
- Orthosia instabilis
- Orthosia intermedia
- Orthosia japonica
- Orthosia jezoensis
- Orthosia juncta
- Orthosia junctoides
- Orthosia junctus
- Orthosia kalinini (G. Ronkay, L. Ronkay, P. Gyulai & Hacker, 2010)
- Orthosia kammeli
- Orthosia kenderesiensis
- Orthosia kurosawai (Sugi, 1986)
- Orthosia latirena
- Orthosia lepida
- Orthosia ligata
- Orthosia limbata (Butler, 1879)
- Orthosia lizetta (Butler, 1878)
- Orthosia lota
- Orthosia luna (G. Ronkay, L. Ronkay, P. Gyulai & Hacker, 2010)
- Orthosia lushana (Sugi, 1986)
- Orthosia macilenta (Hreblay & Ronkay, 1998)
- Orthosia malickyi (Hacker, 1992)
- Orthosia malora
- Orthosia manfredi Hreblay, 1994
- Orthosia marginata
- Orthosia marmorata (G. Ronkay, L. Ronkay, P. Gyulai & Hacker, 2010)
- Orthosia mediofusca (Hreblay & L. Ronkay, 1999)
- Orthosia mediolugens
- Orthosia mediomacula Barnes & Benjamin, 1924
- Orthosia melaleuca
- Orthosia miniosa (Denis & Schiffermüller, 1775)
- Orthosia mirabilis
- Orthosia moderata
- Orthosia monimalis
- Orthosia mulina
- Orthosia mundincerta
- Orthosia mundoides
- Orthosia mys Dyar, 1903
- Orthosia nanus
- Orthosia nebulosus variante d'O. incerta
- Orthosia nepalensis (Yoshimoto, 1993)
- Orthosia nictitans
- Orthosia nigra
- Orthosia nigralba
- Orthosia nigrolinea (Matsumura, 1926)
- Orthosia nigromaculata (Höne, 1917)
- Orthosia nigropunctata
- Orthosia nigrorenalis Hampson, 1894
- Orthosia nongenerica Barnes & Benjamin, 1924
- Orthosia nubilata
- Orthosia nunatrum
- Orthosia obliqua
- Orthosia obscura
- Orthosia obscurior
- Orthosia obsolescens
- Orthosia obsoleta
- Orthosia ocularis
- Orthosia odiosa (Butler, 1878)
- Orthosia olescens
- Orthosia olivacea
- Orthosia opima (Hübner, 1809)
- Orthosia orbiculata
- Orthosia pacifica Harvey, 1874
- Orthosia pallescens
- Orthosia pallida
- Orthosia pallidior
- Orthosia palomarensis
- Orthosia paromoea (Hampson, 1905)
- Orthosia peregovitsi Hreblay & Ronkay, 1999
- Orthosia perfusca
- Orthosia perfusca Sugi, 1986
- Orthosia pfennigschmidti
- Orthosia picata Bang-Haas, 1912
- Orthosia plumbea
- Orthosia pluriguttata
- Orthosia poecila Draudt, 1950
- Orthosia populeti (Fabricius, 1781)
- Orthosia populi
- Orthosia porosa
- Orthosia postalbida
- Orthosia praeses Grote, 1879
- Orthosia proba
- Orthosia protensa
- Orthosia pseudogothicina
- Orthosia pulchella Harvey, 1876
- Orthosia pulverulenta
- Orthosia punctula
- Orthosia punticostata
- Orthosia pusillus
- Orthosia quinquefasciata
- Orthosia raui G. Ronkay, L. Ronkay, P. Gyulai & Hacker, 2010
- Orthosia reducta
- Orthosia renilinea
- Orthosia reserva G. Ronkay, L. Ronkay, P. Gyulai & Hacker, 2010
- Orthosia reshoefti Hreblay & Plante, 1994
- Orthosia reticulata Yoshimoto, 1993
- Orthosia revicta Morrison, 1876
- Orthosia rifana
- Orthosia rorida (Frivaldszky, 1835)
- Orthosia rosea
- Orthosia roseasparsus
- Orthosia rubescens Walker, 1865
- Orthosia rubricosa (Esper, 1786)
- Orthosia rufa
- Orthosia rufescens
- Orthosia rufofusca
- Orthosia rufogrisea
- Orthosia rufomaculata
- Orthosia ryrholmi G. Ronkay, L. Ronkay, P. Gyulai & Hacker, 2010
- Orthosia saleppa
- Orthosia satoi Sugi, 1960
- Orthosia schmidtii
- Orthosia segregata Smith, 1891
- Orthosia sellingi Fibiger, Hacker & Moberg, 1996
- Orthosia semiconfluens
- Orthosia semigothica
- Orthosia sieversi
- Orthosia signata
- Orthosia sinelinea
- Orthosia singularis Hreblay & Ronkay, 1998
- Orthosia songi
- Orthosia sordescens Hreblay, 1993
- Orthosia sparsus
- Orthosia stigmata
- Orthosia striata
- Orthosia strigatteria
- Orthosia subcarnea
- Orthosia subcarnipennis Haruta, 1992
- Orthosia subplumbeus
- Orthosia subsetaceus
- Orthosia substriata
- Orthosia subterminata
- Orthosia suffusa
- Orthosia taeniata
- Orthosia tangens
- Orthosia tenuimacula Barnes & McDunnough, 1913
- Orthosia terminata Smith, 1888
- Orthosia tihanyensis
- Orthosia tiszka (G. Ronkay, L. Ronkay, P. Gyulai & Hacker, 2010
- Orthosia totoobsolescens
- Orthosia transparens Grote, 1882
- Orthosia tremuleti
- Orthosia trigutta
- Orthosia unicolor
- Orthosia ussuriana Kononenko, 1988
- Orthosia ussurica
- Orthosia variabilis
- Orthosia variegata
- Orthosia venata
- Orthosia violacea
- Orthosia virgata
- Orthosia virgatagrisea
- Orthosia vittata
- Orthosia volodia (G. Ronkay, L. Ronkay, P. Gyulai & Hacker, 2010)
- Orthosia wangwene Benedek & Saldaitis, 2011
- Orthosia yelai (G. Ronkay, L. Ronkay, P. Gyulai & Hacker, 2010)
- Orthosia yeterufica
- Orthosia yoshizakii Sugi & Ohtsuka, 1984

Synonymes
- Orthosia macona Smith, 1908 synonyme d'Orthosia behrensiana Grote, 1875
- Orthosia munda synonyme de Perigrapha munda (en) (Denis & Schiffermüller, 1775)
- Orthosia stabilis synonyme d'Orthosia cerasi